# Вин Лонг (провинция)
Вин Лонг (на виетнамски: Vĩnh Long) (буквално: Вечен просперитет) е виетнамска провинция разположена в регион Донг Банг Сонг Ку Лонг. На север граничи с провинциите Бен Че и Тиен Жианг, на юг с провинциите Сок Чанг и Хау Жианг, както и с общината на централно управление Кан Тхо, на запад граничи с Донг Тхап, а на изток с Ча Вин. Населението е 1 050 200 жители (по приблизителна оценка за юли 2017 г.).

## Административно деление
Провинция Вин Лонг се състои от един самостоятелен град-административен център Вин Лонг и от седем окръга:
- Бин Мин
- Бин Тан
- Лонг Хо
- Манг Тхит
- Там Бин
- Ча Он
- Вунг Лием